# سلفانيلاميد
سلفانيلاميد (Sulfanilamide) عبارة عن مضاد حيوي من صنف سلفوناميد، وهو يكون كيميائياً 
على شكل مركب عضوي يتألف من جزيء أنيلين مشتق في الموقع بارا بمجموعة سلفوناميد.
كان يستعمل مسحوق سلفانيلاميد في الحرب العالمية الثانية من أجل التخفيف من معدلات العدوى أثناء الإصابات، وأسهم ذلك في التخفيف من أعداد الوفيات بالمقارنة مع الحروب السابقة. لا يزال سلفانيلاميد مستخدماً إلى الآن بشكل محدود في تطبيقات مختلفة.
يشمل مصطلح سلفانيلاميد وصف طائفة من المركبات الحاوية على الهيكل البنيوي لجزيء السلفانيلاميد. من الأمثلة على ذلك:
- فوروسيميد وهو مدر بول عروي loop diuretic
- سلفاديازين وهو مضاد حيوي
- سلفاميثوكسازول وهو مضاد حيوي

## الاستخدام
لعلاج المبيضات البيض المهبلية.

## الجرعات والأشكال الصيدلانية
- كريم مهبلي 15%, حوالي 6غ 1-2 مرة باليوم ولمدة 30 يوم.
- تحاميل: ا تحميلة مرتين باليوم ولمدة 7 أيام.

## موانع الاستعمال
فرط الحساسية للسلفوناميدات، الإرضاع.

## الاستعمال في الحمل
يصنف من أدوية الجدول C, أي انه يستخدم فقط في حال كانت الفوائد أكبر من المضار.

## الآثار الجانبية
يزيد من الإحساس بالحرق، وعدم الارتياح.